# Alfa Romeo 145
Alfa Romeo 145 / 146 — трёх- и пятидверные хетчбэки малого семейного класса, производившиеся Alfa Romeo с 1994 по 2000 годы. Впервые автомобили были представлены на Туринском автосалоне 1994 года. Производство 145 началось в июле 1994 года, 146 — спустя 6 месяцев. В отличие от трёхдверной версии, пятидверная имела небольшую кромку багажника, что даёт возможность классифицировать её тип кузова как лифтбэк. Модели построены на платформе Fiat Type Two (Tipo Due) совместно с Fiat Bravo/Brava (соответственно 3 и 5-дверная версии) и производились одновременно с ними как более люксовые их варианты.

## Хронология
Дизайн модель во многом унаследовала от Alfa Romeo 164, однако необычные бамперы были сделаны в угоду не дизайна, а безопасности. Модель позиционировалась как продолжение Alfa Romeo 33-й серии. Хетчбэки оснащались четырьмя видами четырёхцилиндровых двигателей — горизонтально расположенными оппозитными бензиновыми «атмосферниками» объёмом 1,4; 1,6 и 1,7 литра, и 1,9-литровым рядным турбодизелем. Через год флагманские модели Cloverleaf (145) и Ti (146) получили 2-литровый двигатель, доставшийся от старшей модели Alfa Romeo 155. В 1997 году все оппозитные двигатели, устанавливавшиеся ещё на предыдущую модель и имевшие довольно большую массу, были заменены на более современные рядные четырёхцилиндровые двигатели из серии Twin Spark (двигатели имели систему зажигания с двумя свечами на цилиндр), также обновился турбодизельный двигатель и интерьер, появились вентилируемые передние диски, а водительскую подушку безопасности стали устанавливать во всех комплектациях. В 1998 году слегка изменился 2-литровый агрегат, а также появилась новая комплектация Junior с немного изменённым интерьером и экстерьером.
В качестве трансмиссии использовалась исключительно 5-ступенчатая механическая коробка передач. Самые мощные версии (1,8 и 2,0 л) имели более отзывчивое рулевое управление «quick-rack», а также более жёсткую подвеску.

## Оснащение
В базовой комплектации автомобиль уже имел электростеклоподъёмники, зеркала с электроприводом, противоугонное устройство, центральный замок, гидроусилитель руля, подушку безопасности и АБС; за доплату можно было получить кондиционер, противотуманные фары и омыватели фар. Самые дорогие версии имели люк на крыше и кожаную отделку сидений, руля и рычага кпп. Появившаяся позже и сыгравшая большу́ю роль в продажах комплектация Junior дополнительно имела преднатяжители ремней, противопожарную систему и задний спойлер.
- Размерность колёс — 185/60 HR 14, 195/55 R15 (дисков — 5,5Jx14)
- Передняя подвеска — независимая, типа MacPherson (треугольные поперечные рычаги), винтовые пружины, стабилизатор поперечной устойчивости
- Задняя подвеска — независимая, продольные рычаги, винтовые пружины, стабилизатор поперечной устойчивости
- Радиус разворота — 10,5
- Рулевое управление — реечное (с гидроусилителем)
- Передние тормоза — дисковые, вентилируемые (размерность — 257 мм)
- Задние тормоза — дисковые, сервоусилитель (размерность — 240 мм)

## Обновление и надёжность
В 2000 году модель была подвержена небольшому рестайлингу, в частности бамперы, зеркала и дверные ручки стали окрашивать в цвет кузова.
Модель 145 / 146, как и остальные модели компании, была не слишком надёжной и часто попадала в рейтинги самых ненадёжных автомобилей, в частности такой авторитетной организации, как Немецкий союз технического контроля автомобилей (VdTUV). Однако в связи с тем, что 145/146 построены на одних агрегатах с Fiat Bravo/Brava, на вторичным рынке до сих пор довольно много запчастей для автомобиля.

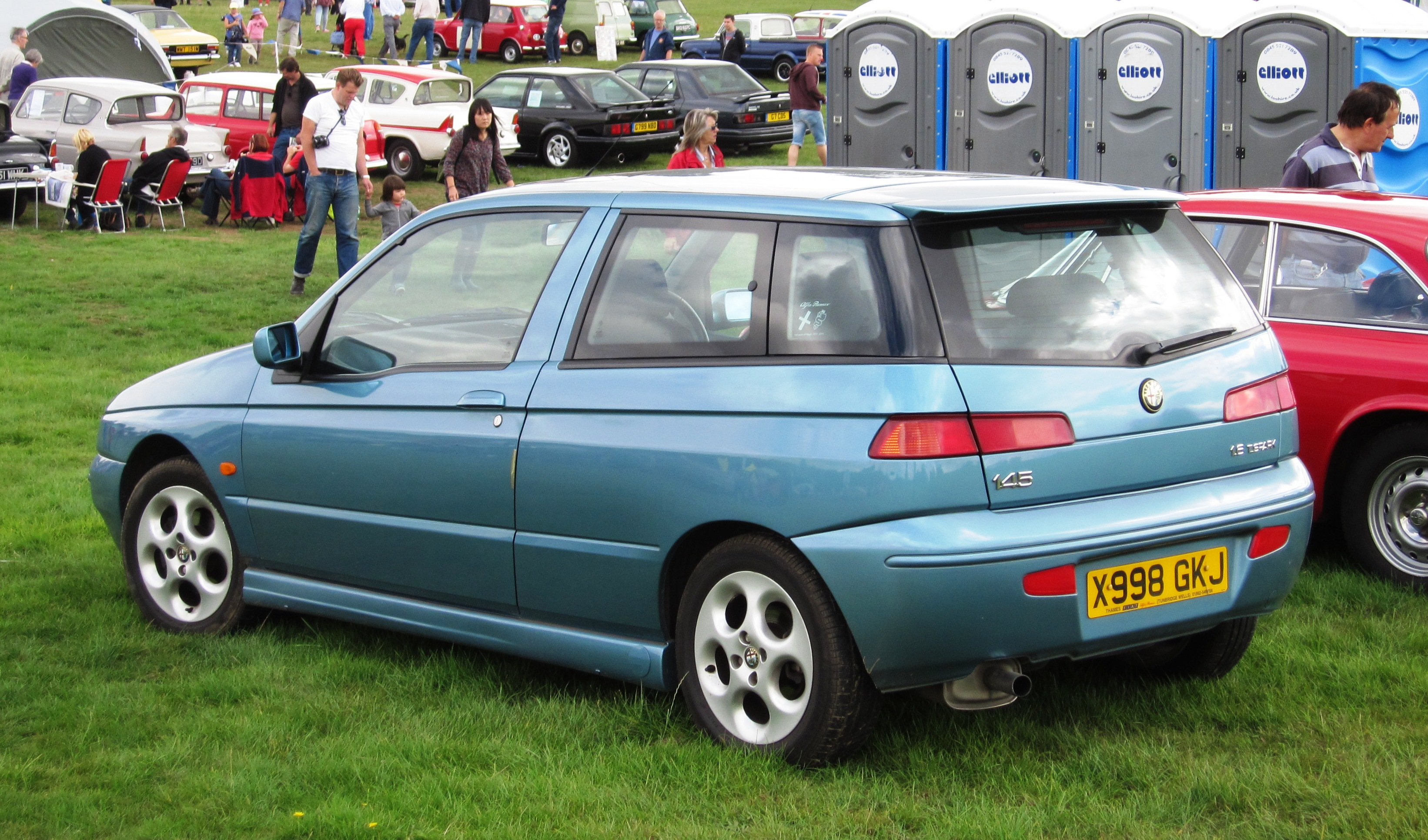
Вид сзади
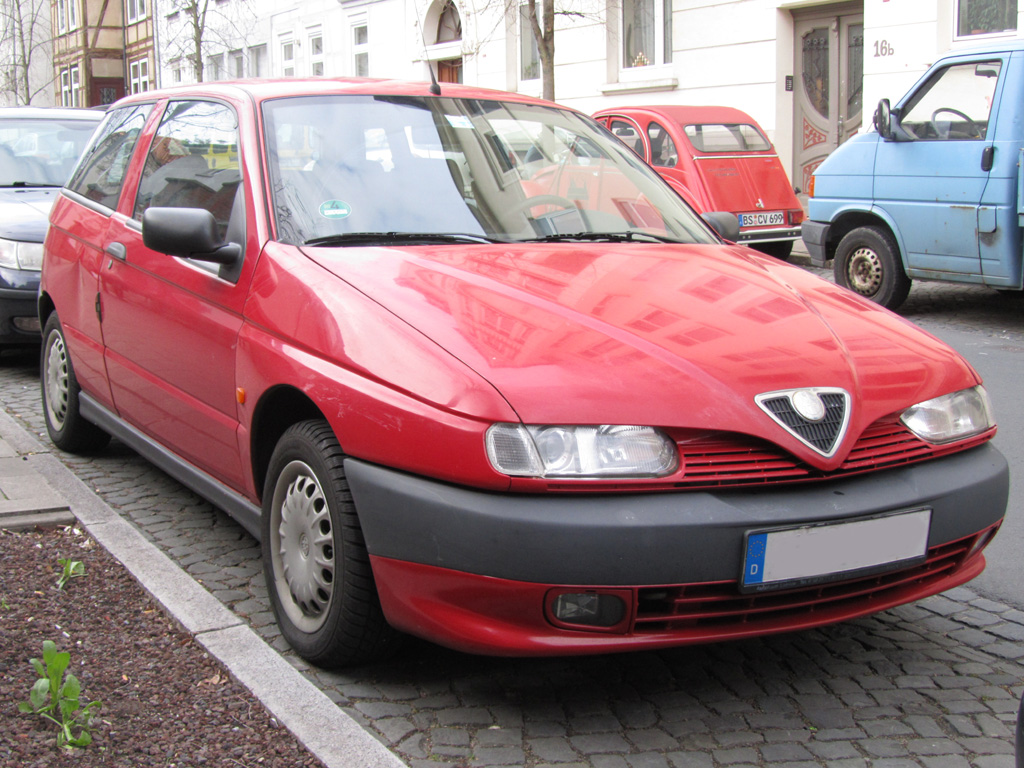
Дорестайлинговая версия
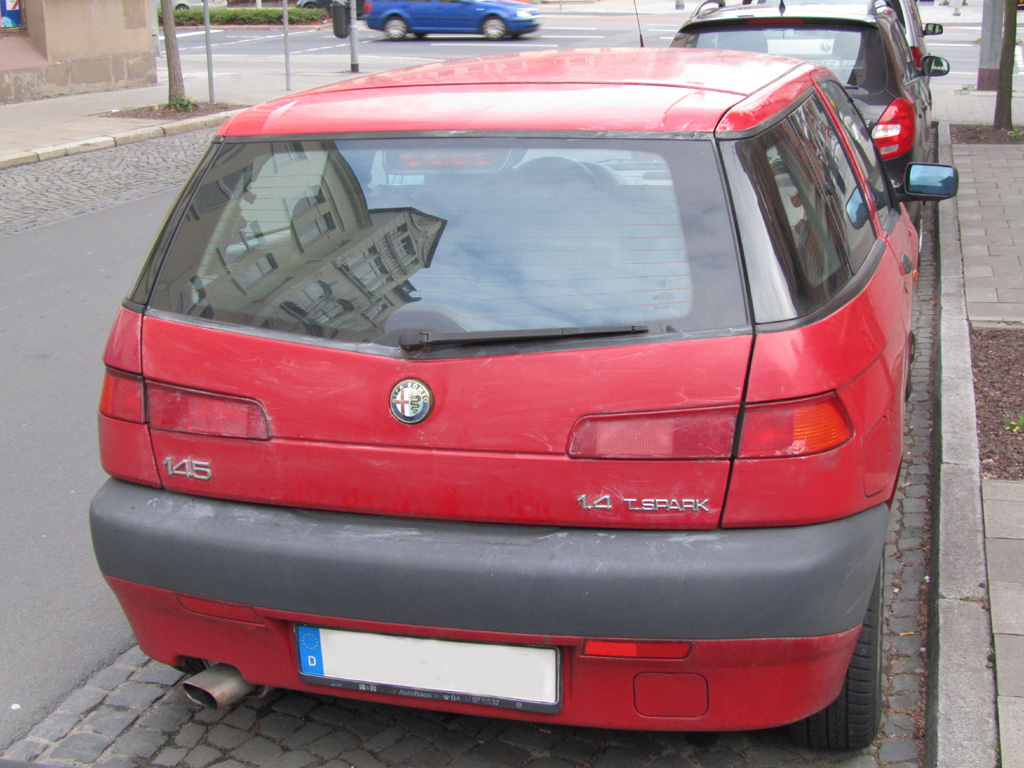
Дорестайлинговая версия, вид сзади
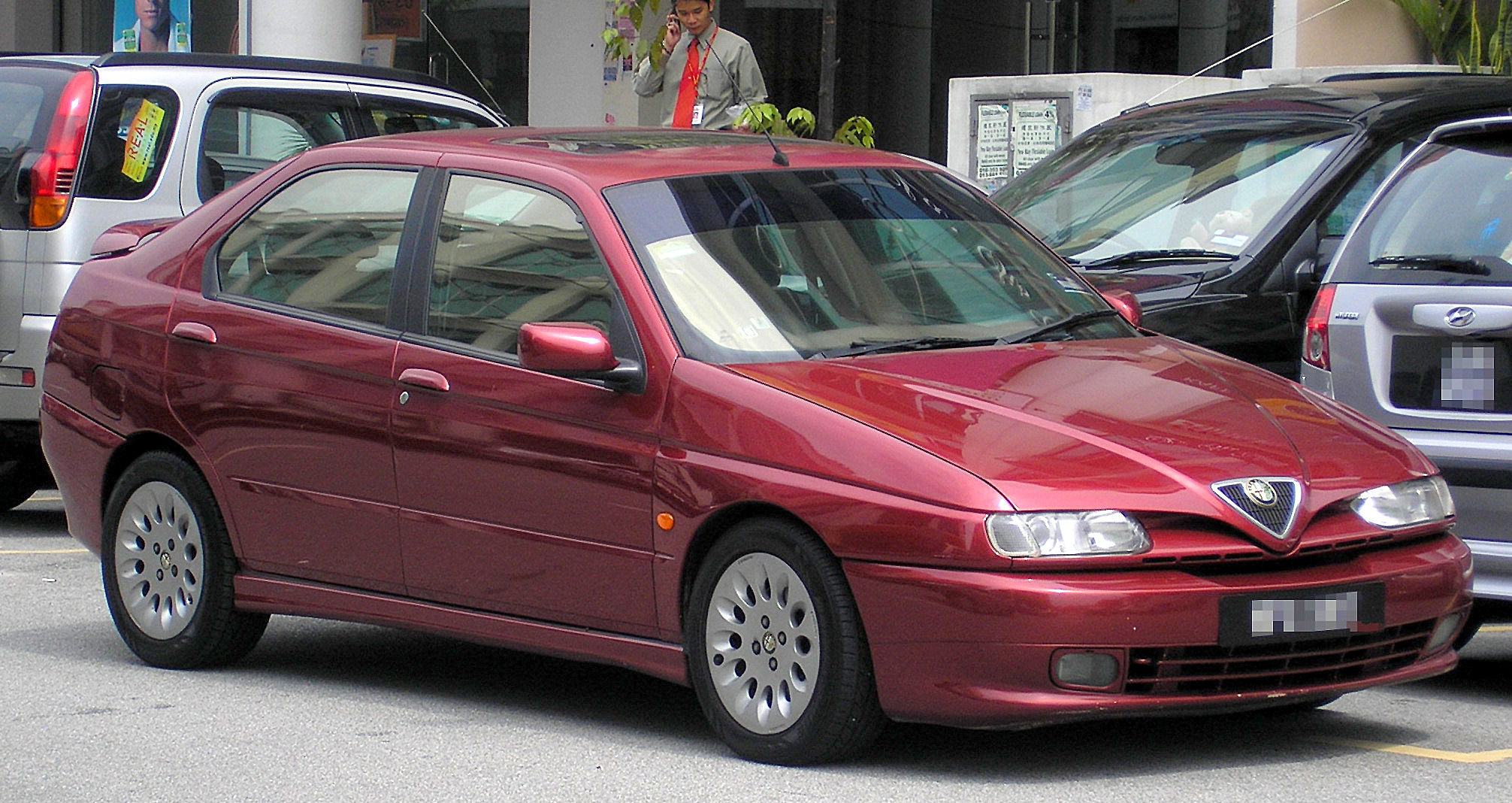
146
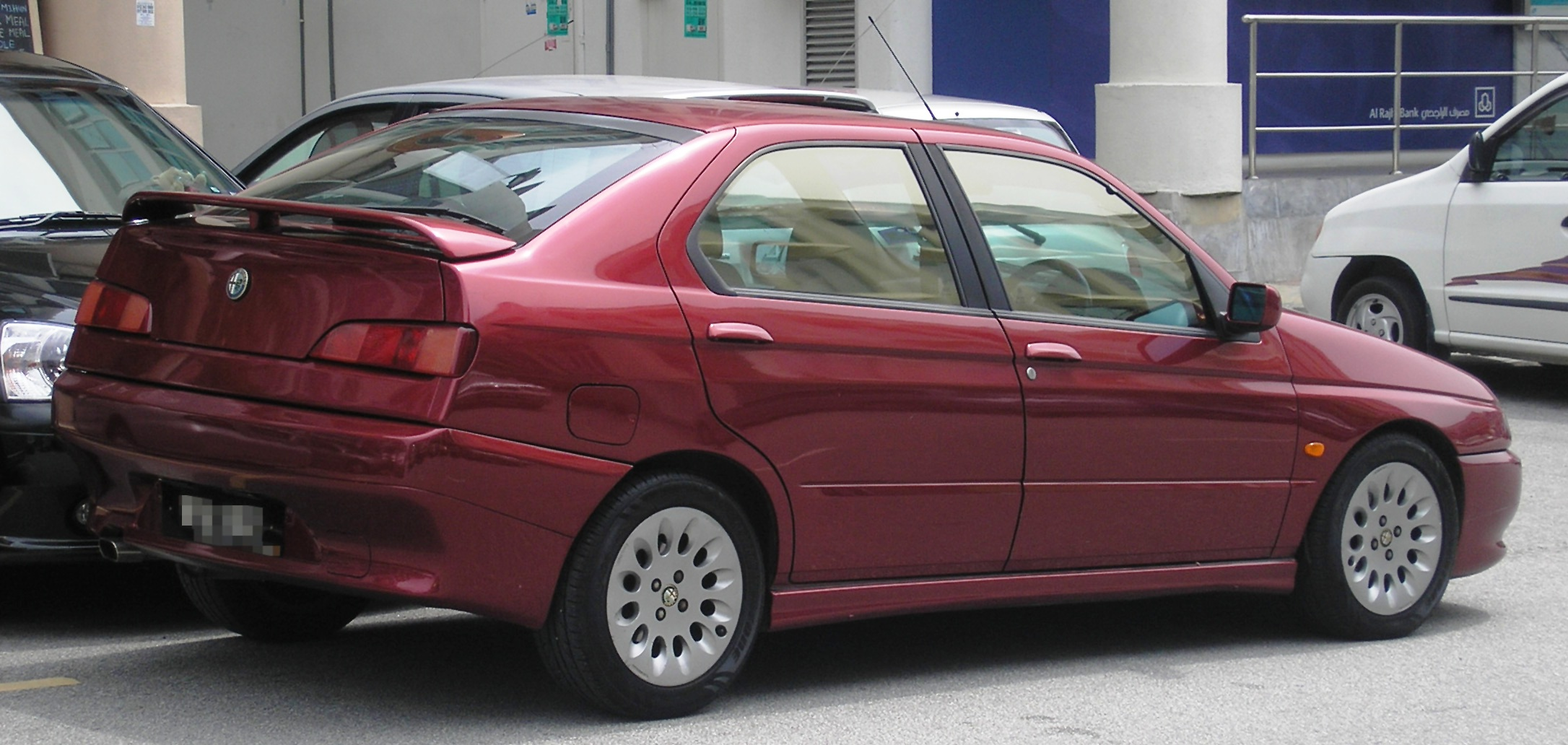
146 вид сзади
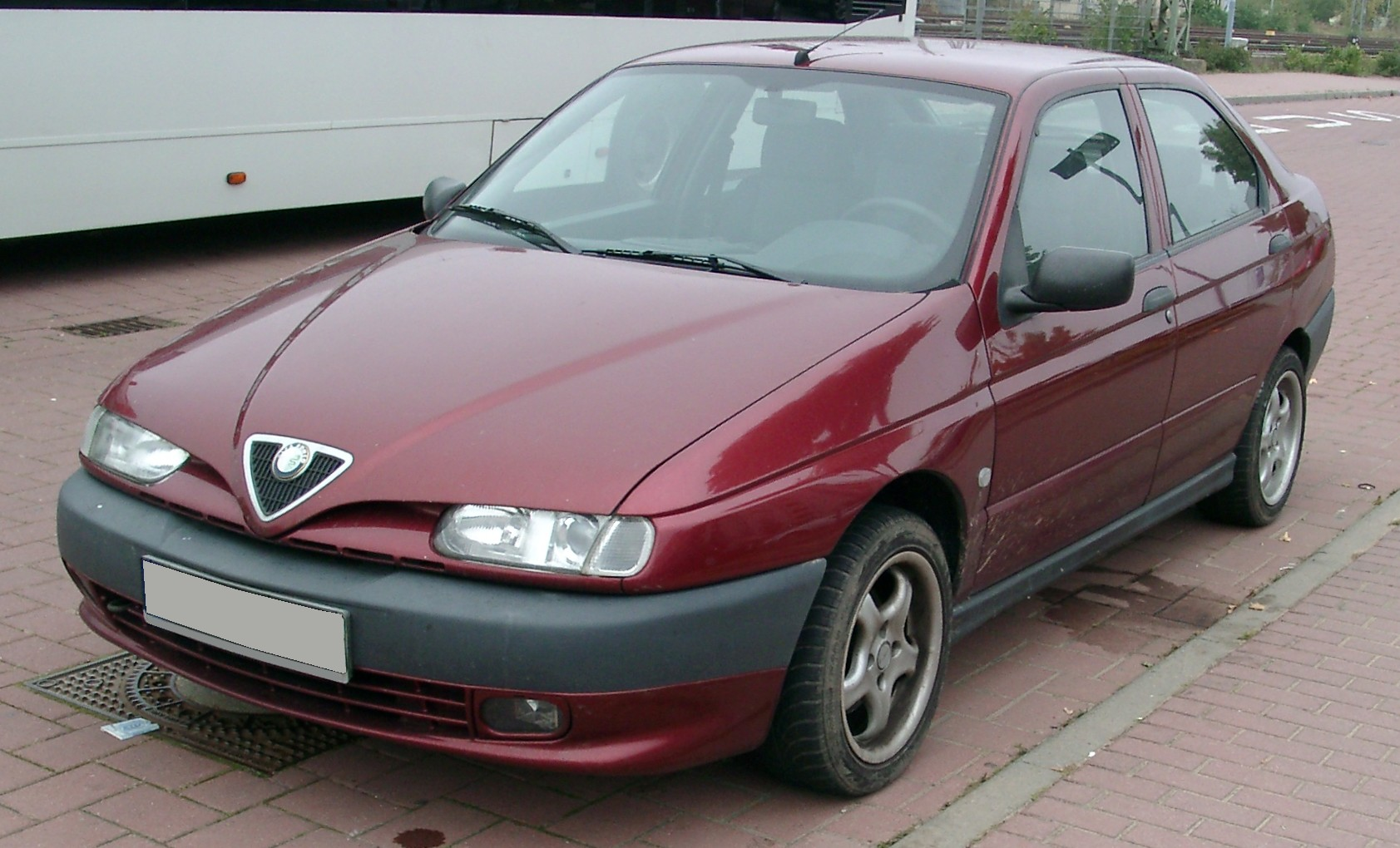
Дорестайлинговая версия 146
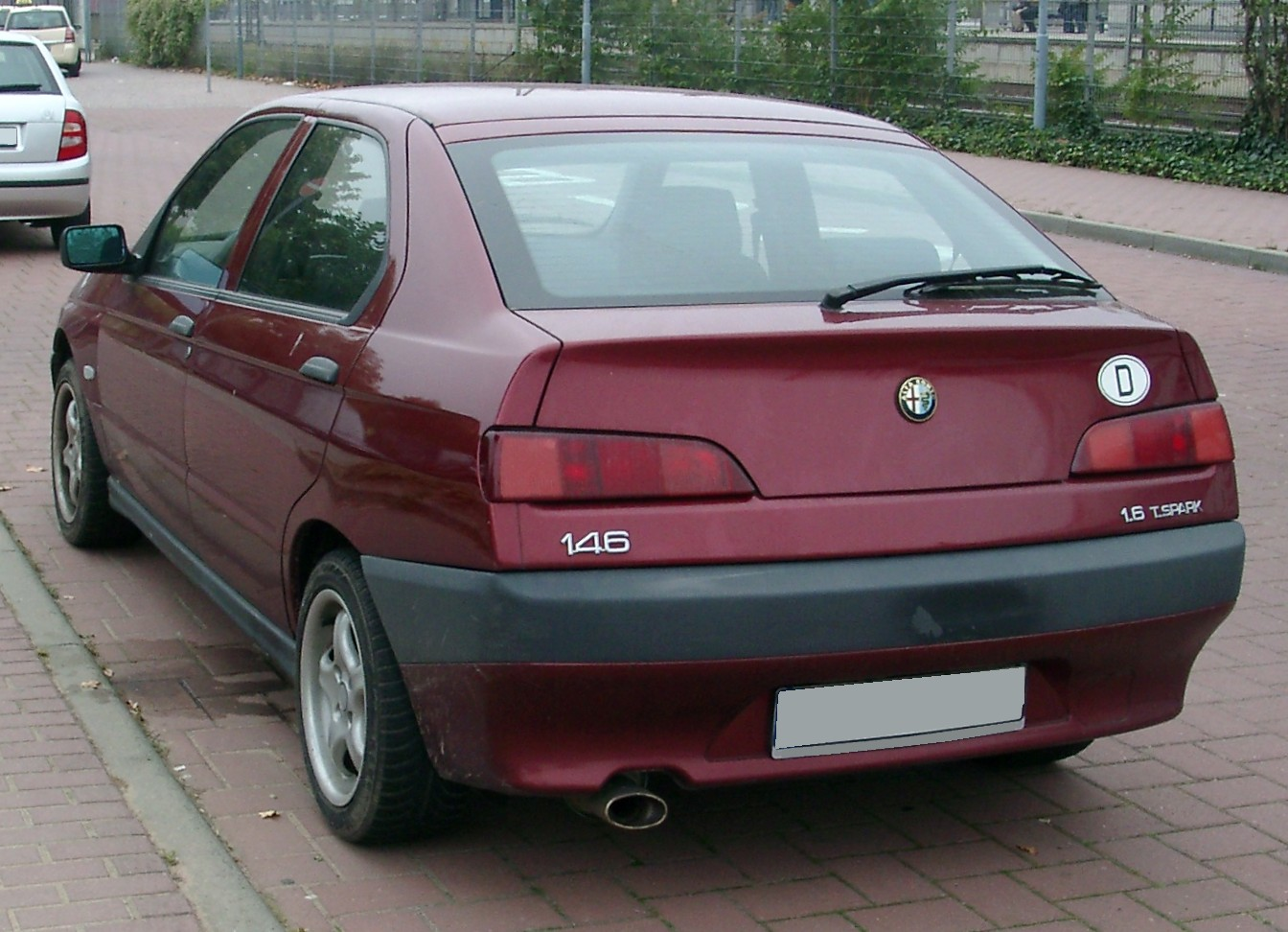
Дорестайлинговая версия 146, вид сзади
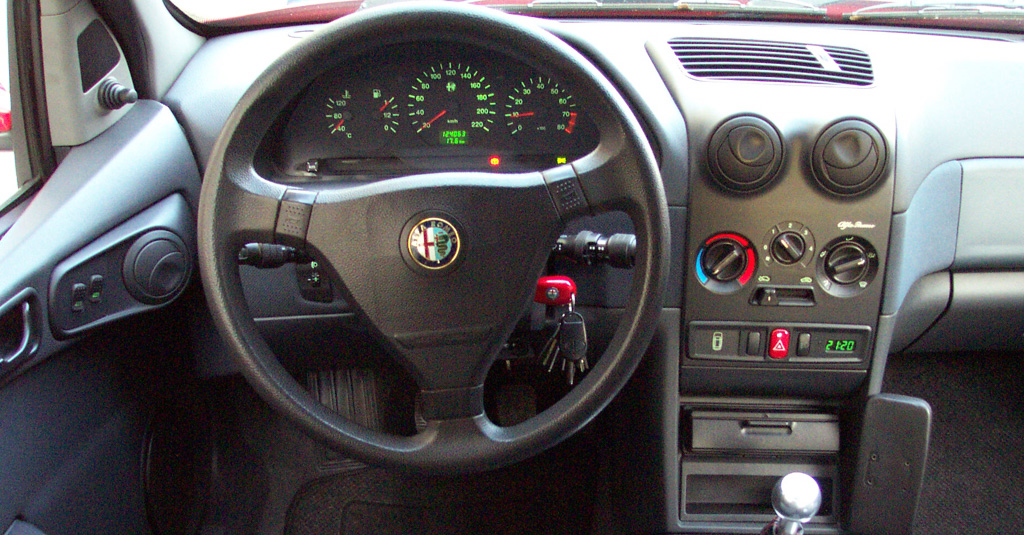
Интерьер